# Gnathoenia bialbata
Gnathoenia bialbata là một loài bọ cánh cứng trong họ Cerambycidae.